# Edouard Kloczko
Edouard Kloczko (Leopoli, 22 agosto 1963) è un linguista e traduttore ucraino.

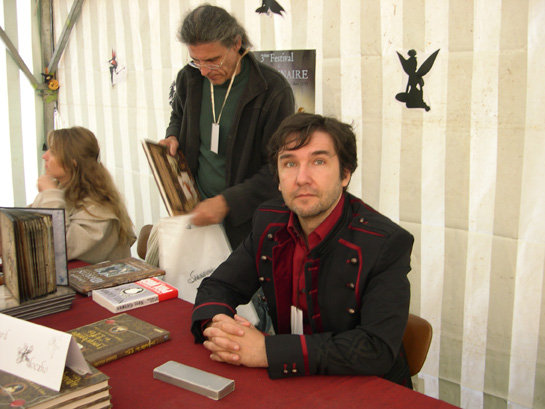
Edouard Kloczko alla fiera francese Aïcontis, 1 ottobre 2011

Ex-allievo dell'EPHE (École pratique des hautes études) e diplomato presso l'INALCO (Institut national des langues et civilisations orientales). 
Tra le sue opere più importanti vanno ricordati i due libri sulle lingue artificiali di J.R.R. Tolkien (Linguaggi della Terra di  Mezzo). 
Kloczko è stato anche l'iniziatore della "Facoltà di studi elfici", fondata nel 1985 ma chiusa nel 1993).

## Opere
- Lingue elfiche. Enciclopedia illustrata della Terra di Mezzo, Roma, Tre Editori, 2002, ISBN 88-86755-45-7
- Lingue degli Hobbit, dei Nani e degli Orchi. Enciclopedia illustrata della Terra di Mezzo, Roma, Tre Editori, 2002, ISBN 88-86755-55-4